# Шира Хас
Шира Хас (хебрејски: שירה האס, енгл. Shira Haas; 1995) јесте израелска глумица.. Националну славу остварила је као глумица у локалним филмовима и на телевизији.  Добитница је два Израелска Оскара (од пет номинација) Израелске академије филма и телевизије (енгл. Ophir Award, такође познато и под називом Israeli Oscars) 2014. године. Постала је интернационално позната 2020. године по својој улози у мини серији Неортодоксна која је објављена на стриминг платформи Нетфликс. За ову улогу Шира Хас је добила је две номинације Еми награда за ударне термине (енгл. Primetime Emmy Awards). Исте године освојила је и награду за најбољу интернационалну глумицу на Трајбека филмском фестивалу.

## Детињство и породица
Шира Хас је рођена 11. маја 1995. у Тел Авиву, у Израелу, у јеврејској породици. Родитељи су јој такође рођени у Израелу и припадају ашкенази јеврејској етничкој заједници (пољског, мађарског и чешког порекла). Током Другог светског рата Ширин деда је преживео Холокауст као заробљеник у концентрационом логору Аушвиц. Са годину дана се преселила у Ход Хашарон са својим родитељима где је провела већину свог детињства. Са две године јој је дијагностикован рак бубрега због којег се две године лечила.
Од априла 2020. Шира Хас живи у Тел Авиву.

## Каријера

### 1995–2014.
Са 14. година је почела да глуми у позоришту Камери у представама Гето и Ричард III. Прву телевизијску улогу је имала 2013. у серији Штисел (енгл. Shtisel). Хас је завршила средњу уметничку школу у Гиватајиму (енгл. Yellin High School of the Arts), након које је отишла на војни рок у Израелске одбрамбене снаге где се такође бавила позориштем. Учествовала је на аудицији за филм Принцеза (енгл. Princess) 2014. године. У овом филму имала је главну улогу о којој су писале и новине попут Њујорк тајмса и часописа Холивуд репортера. За ову улогу добила је и две награде Јерусалимског филмског фестивала  и Филмског фестивала мира и љубави. 

### 2015–2017.
Хас се по први пут појавила у интернационалном филму играјући улогу младе Фаније у филму Прича о љубави и тами (енгл. A Tale of Love and Darkness). Такође је имала улогу у филму Жена чувара зоолошког врта (енгл. The Zookeeper's Wife). Своју другу награду Израелске академије филма и телевизије добила је 2017. за најбољу споредну глумицу (филм: енгл. Foxtrot). 

### 2018–2019.
До почетка 2018. Шира Хас је већ била позната по многим израелским серијама као што су: Штисел, Јувелир (енгл. The Jeweler), The Switch Principle, Харем (енгл. Harem) и Кондуктор (енгл. The Conductor). Номинована је 2018. за најбољу главну глумицу у филму Поломљена огледала (енгл. Broken Mirrors) и за најбољу споредну глумицу у филму Племенити дивљак (енгл. Noble Savage). 

### 2020–
Хас је дошла у Берлин два месеца пре почетка снимања мини серије Неортодоксна да би учила јидиш, језик којим се говорило у серији. Хас је такође морала да за улогу Естер Шапиро обрије главу и да учи да свира клавир и пева. Серија се састоји од 4 епизоде које се баве животом младе жене која живи у екстремно религиозној Сатмар заједници у Њујорку и њеном осамостављивању. Серија је заснована на књизи Деборе Фелдман под називом Неортодоксна: скандалозно одбацивање мог хасидског порекла (енгл. Unorthodox: The Scandalous Rejection of My Hasidic Roots). На 72. Еми наградама Хас је номинована за најбољу главну глумицу у краткој серији и тако је постала прва жена из Израела која је номинована за Еми награду за ударне термине. 
Појављује и у израелском филму Азија (енгл. Asia) који је премијерно приказан онлајн 2020. на Трајбека филмском фестивалу због пандемије вируса Ковид-19. Улога јој је донела награду за најбољу интернационалну глумицу на овом фестивалу и Израелски Оскар Израелске академије филма и телевизије за најбољу споредну глумицу.

## Награде и номинације
| година | категорија               | номиновани филм                     | резултат   | реф.   |
| ------ | ------------------------ | ----------------------------------- | ---------- | ------ |
| 2014.  | Најбоља главна глумица   | Принцеза (Princess)                 | номинација | [ 24 ] |
| 2017.  | Најбоља споредна глумица | Foxtrot                             | номинација | [ 19 ] |
| 2018.  | Најбоља споредна глумица | Племенити дивљак (Noble Savage)     | освојено   | [ 25 ] |
| 2018.  | Најбоља главна глумица   | Поломљена огледала (Broken Mirrors) | номинација | [ 25 ] |
| 2020.  | Најбоља споредна глумица | Азија (Asia)                        | освојено   | [ 23 ] |

| година | организација                                                                              | категорија                                           | номиновани филм/серија    | резултат   | реф.   |
| ------ | ----------------------------------------------------------------------------------------- | ---------------------------------------------------- | ------------------------- | ---------- | ------ |
| 2014.  | Јерусалимски филмски фестивал (енгл. Jerusalem Film Festival)                             | Најбоља глумица                                      | Принцеза (Princess)       | освојено   | [ 26 ] |
| 2015.  | Филмски фестивал мира и љубави (енгл. Peace & Love Film Festival)                         | Најбоља глумица                                      | Принцеза (Princess)       | освојено   | [ 27 ] |
| 2020.  | Трајбека филм фестивал (енгл. Tribeca Film Festival)                                      | Најбоља интернационална глумица                      | Азија (Asia)              | освојено   | [ 28 ] |
| 2020.  | Немачка телевизијска награда (енгл. German Television Award, нем. Deutscher Fernsehpreis) | Најбоља глумица                                      | Неортодоксна (Unorthodox) | номинација | [ 29 ] |
| 2020.  | Еми награда за ударне термине (енгл. Primetime Emmy Awards)                               | Изванредна главна глумица у краткој серији или филму | Неортодоксна (Unorthodox) | номинација |        |
| 2020.  | Златни Дерби (енгл. Gold Derby Awards)                                                    | Најбоља глумица у краткој серији или филму           | Неортодоксна (Unorthodox) | номинација | [ 30 ] |
| 2020.  | Златни Дерби (енгл. Gold Derby Awards)                                                    | Перформанс године                                    | Неортодоксна (Unorthodox) | номинација | [ 30 ] |